# Kupjak
Kupjak – wieś w Chorwacji, w żupanii primorsko-gorskiej, w gminie Ravna Gora. W 2011 roku liczyła 227 mieszkańców.